# Vogel Motorsport

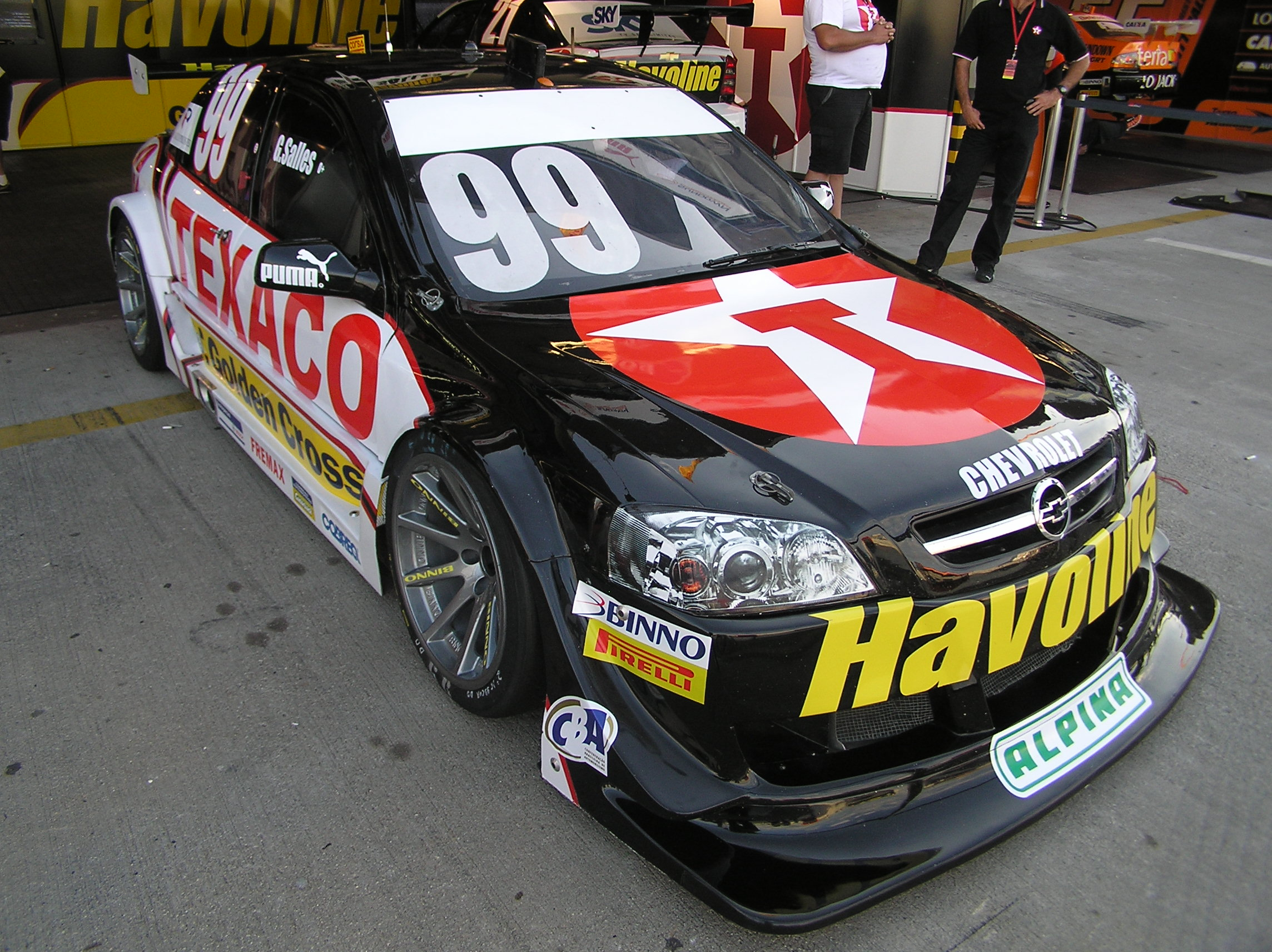
Modelo utilizado em 2006 pela Vogel.

Vogel Motorsport é uma equipe automobilística de grande experiencia e tradição, que participa da Stock Car Brasil. Está situada junto a mais 4 equipes (RedBull Amatheis, Voxx, Office Pro-GP e Shell Racing, esta ultima também pertencente a Amatheis), na cidade de Petrópolis - RJ. 
É chefiada pelo Dono e Preparador Mauro Vogel, que dentem grandes feitos e conquistas em sua carreira, tanto na Stock Car, quanto nas categorias de base dos Formulas Nacionais (Formula Chevrolet e Formula Ford).
Utiliza o carro Chevrolet  e contou com os pilotos Felipe Fraga (que foi consagrado piloto revelação de 2014) e Luciano Burti na temporada de 2014.
Em 2015, a Equipe mantem a parceria com a Chevrolet, porem seus pilotos serão Denis Navarro, que retorna à Vogel Motorsport depois de um hiato de dois anos, quando correu em outra equipe e Diego Nunes.
Para o ano de 2016, a equipe continuou com o piloto Denis Navarro e no lugar de Diego Nunes, entrou o piloto Rafael Suzuki.
Em 2017, o piloto Gabriel Casagrande se junta ao time, correndo ao lado do paulista Guilherme Salas. Nesse ano, Gabriel Casagrande consegue uma vitória na segunda corrida, disputada no Circuito dos Cristais.
No ano de 2018, a equipe manteve Gabriel Casagrande no time, tendo como companheiro o piloto Tuka Rocha nas primeiras corridas do ano. E pelo restante do campeonato, o piloto Guga Lima, que estava na equipe Squadra G-Force, após esta encerrar as suas atividades, por motivos financeiros, antes da corrida do milhão.
Na temporada de 2019, a equipe contou com os pilotos Lucas Foresti e Guga Lima.
Para a temporada de 2020, a equipe manteve o piloto Lucas Foresti e recebeu o piloto Gaetano di Mauro.

## Resultados
| Ano  | Carro           | Nº | Piloto             | 1   | 2   | 3  | 4   | 5   | 6   | 7   | 8  | 9   | 10  | 11  | 12  | 13  | 14  | 15  | 16  | 17  | 18 | 19 | 20 | 21  | 22 | Pontos | Pos.  |
| ---- | --------------- | -- | ------------------ | --- | --- | -- | --- | --- | --- | --- | -- | --- | --- | --- | --- | --- | --- | --- | --- | --- | -- | -- | -- | --- | -- | ------ | ----- |
| 2018 | Chevrolet Cruze | 9  | Guga Lima          |     |     |    |     |     |     |     |    |     | 9   | Ret | 9   | Ret | Ret | Ret | 16  | 14  | 18 | 18 | 19 | Ret |    | 17     | 26º   |
| 2018 | Chevrolet Cruze | 25 | Tuka Rocha         | 19  | Ret | 11 | 15  | DSQ | Ret | 9   | 19 | 18  |     |     |     |     |     |     |     |     |    |    |    |     |    | 7      | 32º   |
| 2018 | Chevrolet Cruze | 83 | Gabriel Casagrande | Ret | 4   | 3  | 7   | 12  | 14  | 12  | 15 | Ret | DSQ | 8   | DSQ | 5   | DSQ | Ret | Ret | Ret | 9  | 4  | 5  | 3   |    | 155    | 10º   |
| 2019 | Chevrolet Cruze | 9  | Guga Lima          | Ret | 23  | 21 | Ret | Ret | 21  | 16  | 20 | 4   | 20  | 6   | 19  | 25  | 14  |     |     | 21  | 22 | 17 | 20 | 15  |    | 48     | 24º   |
| 2019 | Chevrolet Cruze | 12 | Lucas Foresti      | 13  | 10  | 20 | 13  | 16  | 13  | Ret | 10 | Ret | 21  | 11  | 18  | 12  | 8   | Ret | 16  | 19  | 21 | 3  | 21 | DSQ |    | 81     | 17º   |
| 2020 | Chevrolet Cruze | 11 | Gaetano di Mauro   | Ret | Ret | 8  | 16  | 21  | 6   |     |    |     |     |     |     |     |     |     |     |     |    |    |    |     |    | 33     | 17º * |
| 2020 | Chevrolet Cruze | 12 | Lucas Foresti      | 15  | Ret | 11 | 14  | 15  | 18  |     |    |     |     |     |     |     |     |     |     |     |    |    |    |     |    | 32     | 20º * |

* Temporada ainda em andamento.